# Cornstalk (Virginia Occidental)
Cornstalk es un área no incorporada ubicada dentro del Distrito Oeste, una división civil menor del condado de Greenbrier, Virginia Occidental, Estados Unidos. Está catalogada como un asentamiento humano por la Junta de Nombres Geográficos de los Estados Unidos.

## Identificador
El número de identificación asignado por el Sistema de Información de Nombres Geográficos es 1549642.

## Geografía
Se encuentra a una altitud de 658 metros sobre el nivel del mar (2159 pies) según el conjunto de datos de elevación nacional.